# Alberto Rodríguez Larreta
Alberto Rodríguez Larreta   (Buenos Aires, 14 de gener de 1934 - Buenos Aires, 11 de març de 1977) va ser un pilot de curses automobilístiques argentí que va arribar a disputar curses de Fórmula 1.
Rodríguez Larreta va néixer el 14 de gener del 1934 a Buenos Aires, Argentina i va morir l'11 de març del 1977.

## A la F1
Va debutar a la primera cursa de la temporada 1960 (l'onzena temporada de la història) del campionat del món de la Fórmula 1, disputant el 7 de febrer del 1960 el GP de l'Argentina al Circuit Oscar Alfredo Gàlvez.
Alberto Rodríguez Larreta va participar en una única prova puntuable pel campionat de la F1, aconseguint finalitzar en novè lloc la cursa i no assolí cap punt pel campionat del món de pilots.

## Resultats a la Fórmula 1
| 1960 | Team Lotus | Lotus | Climax | ARG 9 | MON \| 500 \| HOL \| BEL \| FRA \| GBR \| POR \| ITA \| USA ! - | 0 |

### Resum
| Curses: | Victòries: | Pòdiums: | Poles: | Voltes ràpides: | Punts: |
| ------- | ---------- | -------- | ------ | --------------- | ------ |
| 1       | 0          | 0        | 0      | 0               | 0      |